# Alpine A110
O Alpine A110, também conhecido como "Berlinette", é um carro esporte produzido pela fabricante francesa Alpine de 1961 até 1977. O A110 foi equipado com vários motores Renault.

## História
O Alpine A110 foi apresentado em 1961 como uma evolução do A108. Assim como os outros Alpines vedidos ao público, o A110 usava muitas peças da Renault. Porém, ao passo que o A108 foi projetado sobre a mecânica do Gordini, o A110 utilizava peças do R8. Diferente do A108 que fora vendido primeiro apenas como cabriolet e só depois como coupé, o A110 foi oferecido primeiro como "berlinetta" e depois como conversível. A principal diferença entre ele e o A108 coupé foi a reestilização da traseira em função dos motores maiores, o que deu ao carro um visual mais agressivo. Como o A108, o A110 tinha um chassis de aço com carroceria em fibra de vidro. Esta configuração foi inspirada no Lotus Elan, sendo Colin Chapman uma grande fonte de inspiração para os designers da Alpine na época. O A110 foi originalmente disponibilizado com os motores 1.1 L R8 Major ou R8 Gordini (sem relação com o carro de mesmo nome vendido no Brasil). O motor Gordini desenvolvia 95 cv SAE à 6500 rpm. 
O A110 conseguiu muito de sua fama no início dos anos 1970 como om voraz carro de rally. Após várias vitórias em rallyes na França no final dos anos 1960, com os motores de bloco de ferro R8 Gordini, o carro recebeu o motor com bloco de alumínio do Renault 16 TS. Com dois carburadores de corpo duplo Weber 45 o motor TS desenvolvia 125 cv DIN à 6000 rpm. Isso permitia o 1600S de produção a chegar à velocidade máxima de 210 km/h.
O carro alcançou fama internacional durante as temporadas de 1970-1972 quando participou do recém-criado Campeonato Internacional de Fabricantes, vencendo vários eventos pela Europa e sendo considerado um dos melhores carros de rally de seu tempo. Performances notáveis incluem a vitória no rally de Monte Carlo em 1971 com o piloto sueco Ove Andersson. 

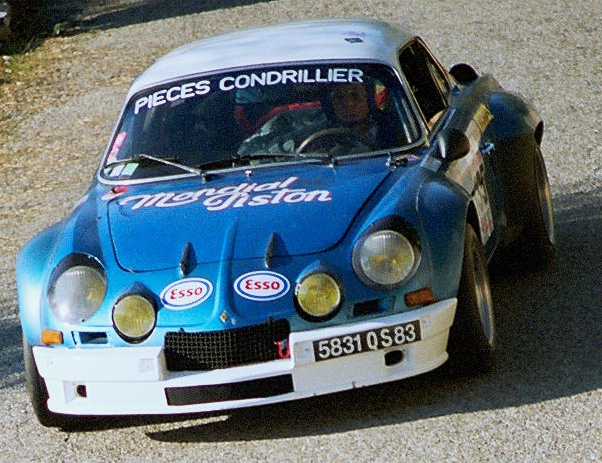
Um A110 1800 Group 4 de corrida particular na configuração vendida a independentes após 1973.

Com a compra da Alpine pela Renault completa, o campeonato Internacional foi substituído pelo World Rally Championship na temporada de 1973, no qual a Renault escolheu competir com o A110. Com o time composto por Bernard Darniche, Jean-Pierre Nicolas e Jean-Luc Thérier e "convidados" como Jean-Claude Andruet (que venceu o rally de Monte Carlo em 1973) o A110 venceu a maioria das corridas das quais a equipe participou, dando ao Alpine o primeiro título mundial de construtores.
Além de ser construído na fábrica da Alpine em Dieppe, diferentes modelos do A110 foram fabricados por outras montadoras ao redor do mundo. Graças à parceria entre a Willys Overland e a Renault, uma versão do Alpine A108 com linhas do A110 foi produzido no Brasil sob o nome Interlagos; um jovem piloto chamado Emerson Fittipaldi dirigiu um em várias corridas. O Alpine A110 foi feito no México sob o nome Dinalpin, de 1965 to 1974, pela Diesel Nacional (DINA), que também produzia carros Renault sob licença. O A110 também foi montado na Bulgária como Bulgaralpine, de 1967 a 1969, em cooperação entre a SPC Metalhim (firma de defesa búlgara) e a ETO Bulet (exportadora búlgara), cuja colaboração também resultou em um carro chamado Bulgarrenault baseado no Renault 8.
Em 1974 o Lancia Stratos, o primeiro carro desenhado especificamente para corridas de rally, estava pronto e homologado. Ao mesmo tempo ficou claro que o A110 chegara ao limite de seu projeto. Tentativas de utilizar injeção eletrônica não surtiram efeitos na potência. Em alguns carros foi adaptado um cabeçote DOHC de 16 válvulas, porém o resultado sofria de problemas de confiabilidade. Modificações no chassis como o uso de uma suspensão do A310, holologada como A110 1600SC, também não chegaram a aumentar a performance. No cenário internacional o Stratos se mostrou imbatível, tornando o A110 e muitos outros carros obsoletos.

## Motores
O A110 recebeu várias motorizações. Esta é uma lista dos motores utilizados nos carros de produção:
| Nome            | Ano       | Modelo      | Descrição                               | Tipo     | Cilindrada | Potência                |
| --------------- | --------- | ----------- | --------------------------------------- | -------- | ---------- | ----------------------- |
| A110 1100 "70"  | 1964-1969 | 1000 VA     | R8 Major                                | type 688 | 1108 cc    | 66 cv SAE               |
| A110 1100 "100" | 1965-1968 | 1100 VB     | R8 Gordini                              | type 804 | 1108 cc    | 95 cv SAE               |
| A110 1300 S     | 1965-1971 | 1300 VB     | R8 Gordini preparado                    | type 804 | 1296 cc    | 120 cv SAE              |
| A110 1300 G     | 1967-1971 | 1300 VA     | R8 Gordini 1300 padrão                  | type 812 | 1255 cc    | 105 cv SAE              |
| A110 1500       | 1967-1968 |             | Motor Lotus Europa padrão: bloco do R16 |          | 1470 cc    | 82 cv SAE               |
| A110 1600       | 1969-1970 | 1600 VA     | R16 TS padrão                           |          | 1565 cc    | 92 cv SAE               |
| A110 1300 V85   | 1969-1976 | 1300 VC     | R12TS                                   |          | 1289 cc    | 81 cv SAE (68 hp DIN)   |
| A110 1600S      | 1970-1973 | 1600 VB     | R16 TS preparado                        |          | 1565 cc    | 138 cv SAE (125 hp DIN) |
| A110 1600S      | 1973-1975 | 1600 VC, SC | R17 TS                                  |          | 1605 cc    | 140 cv SAE (126 hp DIN) |
| A110 1600S SI   | 1974-1975 | 1600 VD     | R17 TS com injeção de combustível       |          | 1605 cc    | 140 cv SAE (127 hp DIN) |
| A110 1600S SX   | 1976-1978 |             | R16 TX padrão                           | type 843 | 1647 cc    | 93 cv DIN               |

## Especificações A110 Berlinette (1966)
Motor

Motor: Renault 1108 cc Straight-4

Potência: 98 cv SAE (73 kW) brutos; taxa de compressão 9.6
Chassis/Carrocerias

Comprimento total: 3.851 m

Largura total: 1.471 m

Altura: 1.130 m

Raio de giro: 9.246 m

Entre eixos:  2.099 m

Bitola frontal:  1.250 m

Bitola traseira:  1.219 m

Peso vazio: 544 kg
Performance
Velocidade máxima:  219 km/h
Peculiaridades: devido ao motor montado na traseira, não havia grade frontal, sendo o ar puxado debaixo do chassis e liberado por aberturas quase horizontais nos para lamas traseiros, sobre e por trás das rodas traseiras.

## Especificações A110 1600S (1970-1973)
Motor

Motor: Renault 1565 cc4 cilindros em linha

Potência: 138 cv SAE (103 kW) brutos (125 PS DIN (93 kW))
Transmissão

Transmissão: 5-velocidades Manual
Chassis/Carroceria

Chassis: estrutura de aço 

Carroceria: Fibra de vidro

Peso: 620 kg

Comprimento: 4.039 m

Largura: 1.501 m

Entre eixos: 2.271 m

Bitola (Dianteira/Traseira): 1.250 m/1.219 m
Performance

Velocidade máxima: 210 km/h (130 mph)
0-100 em 6.3s

## Modelos em escala
A Bburago produzia uma série em escala 1:16, pouco antes de ir a falência.